# Weißenbach am Lech
Weißenbach am Lech je obec v Rakousku ve spolkové zemi Tyrolsko v okrese Reutte.
Žije zde přibližně 1 300 obyvatel